# Armour
Armour er en amerikansk by og administrativt centrum for det amerikanske county Douglas County i staten South Dakota. Byen har et indbyggertal på 698 (2020) indbyggere.